# For Lack of a Better Name

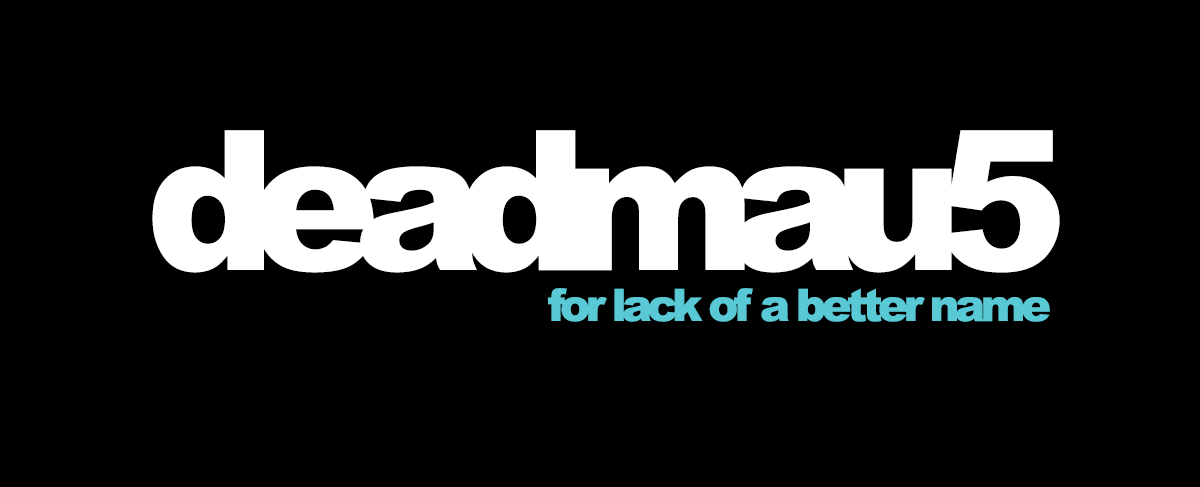
Logo do álbum

For Lack of a Better Name é um álbum de estúdio do produtor canadense Deadmau5, lançado em 22 de agosto de 2009. Apresenta um estilo diversificado de música em relação ao antecessor, Random Album Title, e contém colaborações com outros músicos como MC Flipside e Rob Swire.
Um vídeo musical para a canção "Ghosts 'N' Stuff" foi lançado em agosto, marcando o primeiro vídeo oficial lançado pelo artista.

## Faixas
| N.º            | Título                               | Duração |  |
| 1.             | "FML"                                | 6:38    |  |
| 2.             | "Moar Ghosts 'N' Stuff"              | 4:30    |  |
| 3.             | "Ghosts 'N' Stuff" (feat. Rob Swire) | 3:15    |  |
| 4.             | "Hi Friend!" (feat. MC Flipside)     | 5:15    |  |
| 5.             | "Bot"                                | 5:22    |  |
| 6.             | "Word Problems"                      | 7:48    |  |
| 7.             | "Soma"                               | 6:07    |  |
| 8.             | "Lack Of A Better Name"              | 6:58    |  |
| 9.             | "The 16th Hour"                      | 9:29    |  |
| 10.            | "Strobe"                             | 10:37   |  |
| Duração total: | Duração total:                       | 66:02   |  |